# Rodt (Marienheide)
Rodt ist eine Ortschaft in Marienheide im Oberbergischen Kreis im Regierungsbezirk Köln in Nordrhein-Westfalen (Deutschland).

## Lage und Beschreibung
Der Ort liegt ungefähr drei Kilometer südöstlich vom Gemeindezentrum an der höchsten Stelle der B 256 zwischen Gummersbach und Marienheide. Der Ort verfügt über ein Industriegebiet sowie ein Fachmarktzentrum.

## Geschichte
Die durch Rodt verlaufende heutige B 256 war schon im 18. Jahrhundert eine stark befahrene Straße, die das Ruhrgebiet und das Siegerland verband. 1766 entstand hier die Bäckerei und Gaststätte „Albert Wirth“, die den Fuhrleuten als Rast- und Umspannstation diente. Die Gaststätte wird noch heute als Restaurant und Hotel unter dem Namen „Hotel Landhaus Wirth“ betrieben.
1888 wurde in der Gaststätte Wirth der erste Telefonanschluss der Gemeinde installiert.
1903 wurde aus einem umgebauten Stallgebäude eine evangelische Schule für die Kinder aus Rodt, Stülinghausen, Eberg und Kalsbach. Ende des Jahres 1933 wurde die Schule geschlossen. Das Gebäude dient heute als Wohnhaus.
Der heute älteste Sportplatz der Gemeinde wurde 1925 in Rodt nach fünfjähriger Bauzeit fertiggestellt.
Der Ort hat um das Jahr 2000 ein starkes Wachstum erfahren. Das Einkaufszentrum ist entstanden, ein neues Wohngebiet eingerichtet und das Industriegebiet erweitert worden. Auch wurde die Verkehrssituation durch den Bau von Kreisverkehren entschärft.

## Wirtschaft und Industrie
Rodt verfügt über ein Einkaufszentrum und ein großes Industriegebiet, welches unter anderem das zweitgrößte Werk der Firma ABUS Kransysteme beherbergt.

## Freizeit und Sehenswürdigkeiten

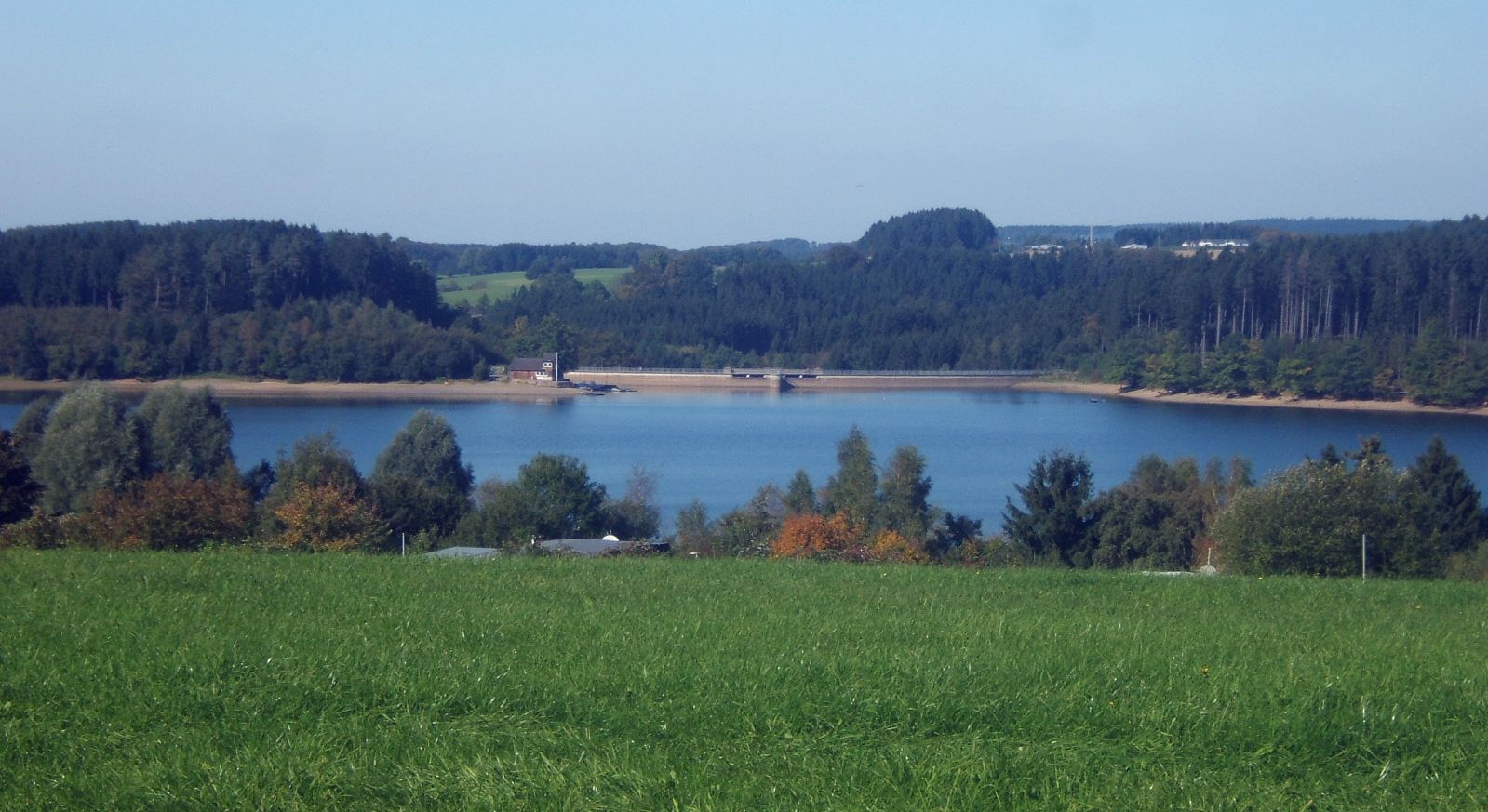
Die Brucher Talsperre von Rodt aus gesehen.

Etwa einen halben Kilometer nördlich vom Ort entfernt liegt die Brucher Talsperre, die ein beliebtes Ausflugsziel ist.

### Wanderwege
Durch Rodt führen folgende Wanderwege:
| Rund-/Wanderweg | Wegzeichen | Wegstrecke | Weglänge |
| Wanderweg       | A7         | Rodt – Bruchertalsperre – Eberg                                                                                          | 2 km     |
| Rundwanderweg   | A8         | Rodt – Rund um die Bruchertalsperre – Rodt                                                                               | 4,7 km   |
| Rundwanderweg   | A2         | Obernhagen – Müllenbach – nördlich Rodt – Bruchertalsperre – Gervershagen -westlich Dannenberg – Müllenbach – Obernhagen | 8 km     |

### Vereinswesen
- TV Rodt-Müllenbach

## Busverbindungen
Haltestelle: Rodt
- Linie 336: Remscheid-Lennep – Hückeswagen – Wipperfürth – Marienheide – Gummersbach
- Linie 320: Marienheide – Müllenbach – Meinerzhagen